# 4th Marine Division
La 4th Marine Division è una divisione meccanizzata della riserva dello United States Marine Corps. Il quartier generale è situato presso Naval Air Station Joint Reserve Base New Orleans, Louisiana.

## Organizzazione
- Division Headquarters
- Headquarters Battalion
- 4th Tank Battalion, Navy and Marine Corps Reserve Center San Diego, California - Equipaggiato con 58 M-1A1, 6 M-88A1, 4 AVLB, 26 TOW
- 4th Assault Amphibian Battalion, Tampa, Florida - Equipaggiato con 230 AAV-P7A1, AAV-C7A1, AAV-R7A1
- 4th Light Armored Reconnaissance Battalion, Camp Pendleton, California - Equipaggiato con 74 LAV-25, 20 LAV-AT, 19 LAV-L, 10 LAV-M, 9 LAV-C2, 7 LAV-R
- 4th Reconnaissance Battalion, San Antonio, Texas
- 3rd Force Reconnaissance Company, Mobile, Alabama
- 4th Force Reconnaissance Company, Alameda, California
- 4th Combat Engineer Battalion, Baltimora, Maryland
- 23rd Marine Regiment, San Bruno, California
  - Headquarters Battalion
  -  1st Battalion/23rd Marines, Ellington Field, Texas
  -  2nd Battalion/23rd Marines, Pasadena, California
  -  3rd Battalion/23rd Marines, Bridgeton, Missouri
  -  2nd Battalion/24th Marines, Chicago, Illinois
  - Truck Company 23rd Marines, Nellis Air Force Base, Nevada
  - Combat Logistics Battalion 23
- 25th Marine Regiment, Fort Devens, Massachusetts
  - Headquarters Battalion
  -  1st Battalion/25th Marines, Fort Devens, Massachusetts
  -  2nd Battalion/25th Marines, Garden City, New York
  -  3rd Battalion/25th Marines, Brook Park, Ohio
  -  1st Battalion/24th Marines, Selfridge, Michigan
- 14th Marine Regiment, Fort Worth, Texas
  - Headquarters Battalion
  -  2nd Battalion/14th Marines, Grand Prairie, Texas - Equipaggiato con 24 M-142 HIMARS
  -  3rd Battalion/14th Marines, Bristol, Pennsylvania - Equipaggiato con 24 obici M-777A2 da 155 mm
  -  5th Battalion/14th Marines, Seal Beach, California - Equipaggiato con 24 obici M-777A2 da 155 mm
  - Communications Company 14th Marines, Cincinnati, Ohio